# 罗什希纳尔
罗什希纳尔（法語：Rochechinard，法語發音：[ʁɔʃ.ʃinaʁ]）是法国德龙省的一个市镇，属于瓦朗斯区。

## 地理
罗什希纳尔（45°2'3"N, 5°15'12"E）面积9.78 平方千米，位于法国奥弗涅-罗讷-阿尔卑斯大区德龙省，该省份为法国东南部内陆省份，北起顺时针与伊泽尔省、上阿尔卑斯省、上普罗旺斯阿尔卑斯省、沃克吕兹省和阿尔代什省接壤。
与罗什希纳尔接壤的市镇（或旧市镇、城区）包括：拉博姆多斯坦、博尔加尔巴雷、奥斯坦、拉莫特方雅、鲁瓦扬地区圣让、鲁瓦扬地区圣纳泽尔。

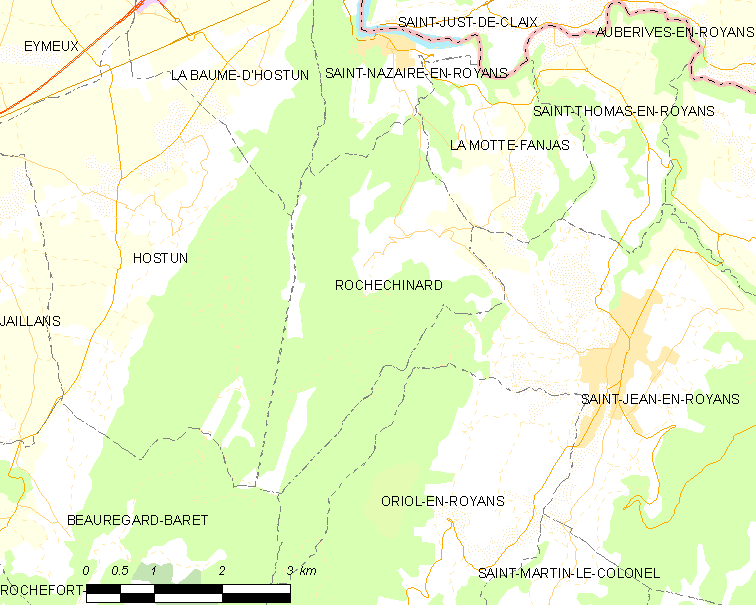
罗什希纳尔的OSM定位图

罗什希纳尔的时区为UTC+01:00、UTC+02:00（夏令时）。

## 行政
罗什希纳尔的邮政编码为26190，INSEE市镇编码为26270。

## 政治
罗什希纳尔所属的省级选区为韦科尔-晨山县。

## 人口

1962-2008年间罗什希纳尔人口变化图示

罗什希纳尔于2022年1月1日时的人口数量为130人。